# 让·德·布罗斯
讓·德·布羅斯（法語：Jean de Brosse，1375年－1433年）布薩克、聖-塞維爾與于列勒勳爵，是法王查理七世的宮廷管家與議員，在1426年他被任命為法國元帥。

## 早年
讓·德·布羅斯出生於于列勒的城堡，父親為皮耶二世·德·布羅斯，母親為瑪格麗特·德·馬勒瓦。1419年，讓·德·布羅斯44歲，與珍妮·德·奈雅克成婚。

## 百年戰爭
讓·德·布羅斯與他的表親路易·德·庫朗一同效命於法軍。也許是受家族影響，布羅斯被任命為王太子，即未來的法王查理七世的宮廷管家，兩人很快便成為密友。
1422年，布羅斯的父親去世，將他的爵位與領地繼承給兒子。法王查理六世也旋即去世，王太子查理繼承了法蘭西國王卻沒有受到加冕。同年布羅斯與妻子誕下一名兒子，他們同樣以讓為兒子命名。
1423年5月16日，王太子指名布羅斯來確保他的安全，然後在1426年7月14日被任命為元帥。他和拉海爾、讓·德·迪努瓦、尚·普騰·桑特萊伊與阿爾蒂爾·德·里奇蒙等人一同對抗英格蘭與其盟友。布羅斯因為修築布薩克城堡以及軍隊維持費，很快就陷入財務危機。法蘭西王室自身也缺乏財力，無法補償布羅斯為國家的付出。布羅斯只好典當他的陶器、銀器與妻子的珠寶，他也解放自己統治下的布薩克居民來換取金錢。
1428年，布羅斯參與了一場叛亂對抗阿爾蒂爾·德·里奇蒙的政敵，王太子查理的新寵臣—宮廷內務大臣喬治·德·拉特雷穆瓦耶。但他們很快被打敗而被囚禁。不過因為王太子急需將領，而將叛亂者赦免。
布羅斯與其他法軍將領嘗試阻止英軍的征服，但不斷地失敗，直到英軍抵達奧爾良。1429年，貞德·達克嘗試要求王太子派她解放奧爾良，有了布羅斯的催請，王太子被說服並派遣讓·德·布羅斯與他路易·德·庫朗一同護送貞德。王太子也派遣部隊加入奧爾良的守軍。在貞德的領導下，法軍成功解除奧爾良之圍，為了榮耀布羅斯的付出，查理七世在他的加冕典禮上給了布羅斯觀禮的榮耀。

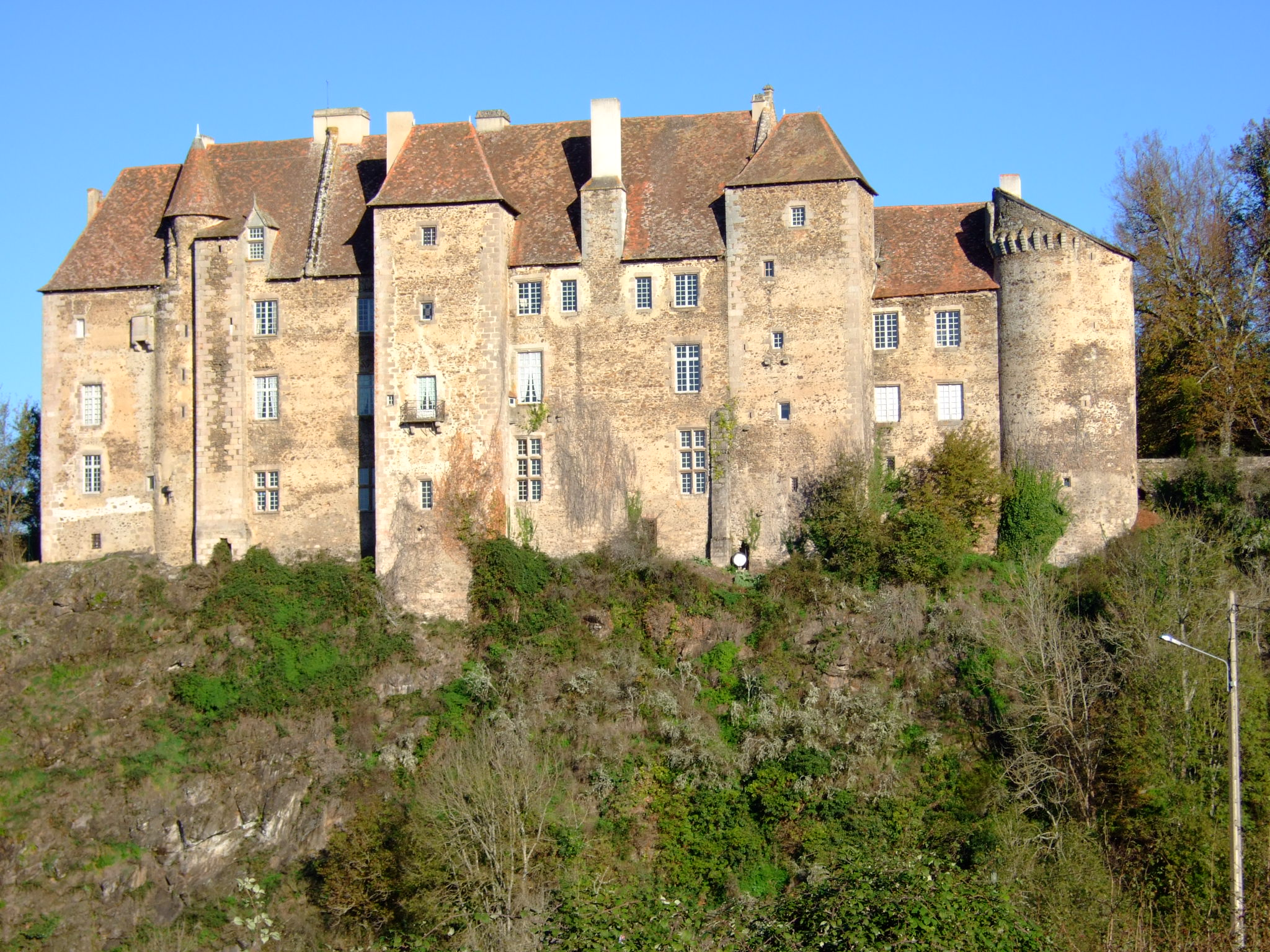
布薩克城堡

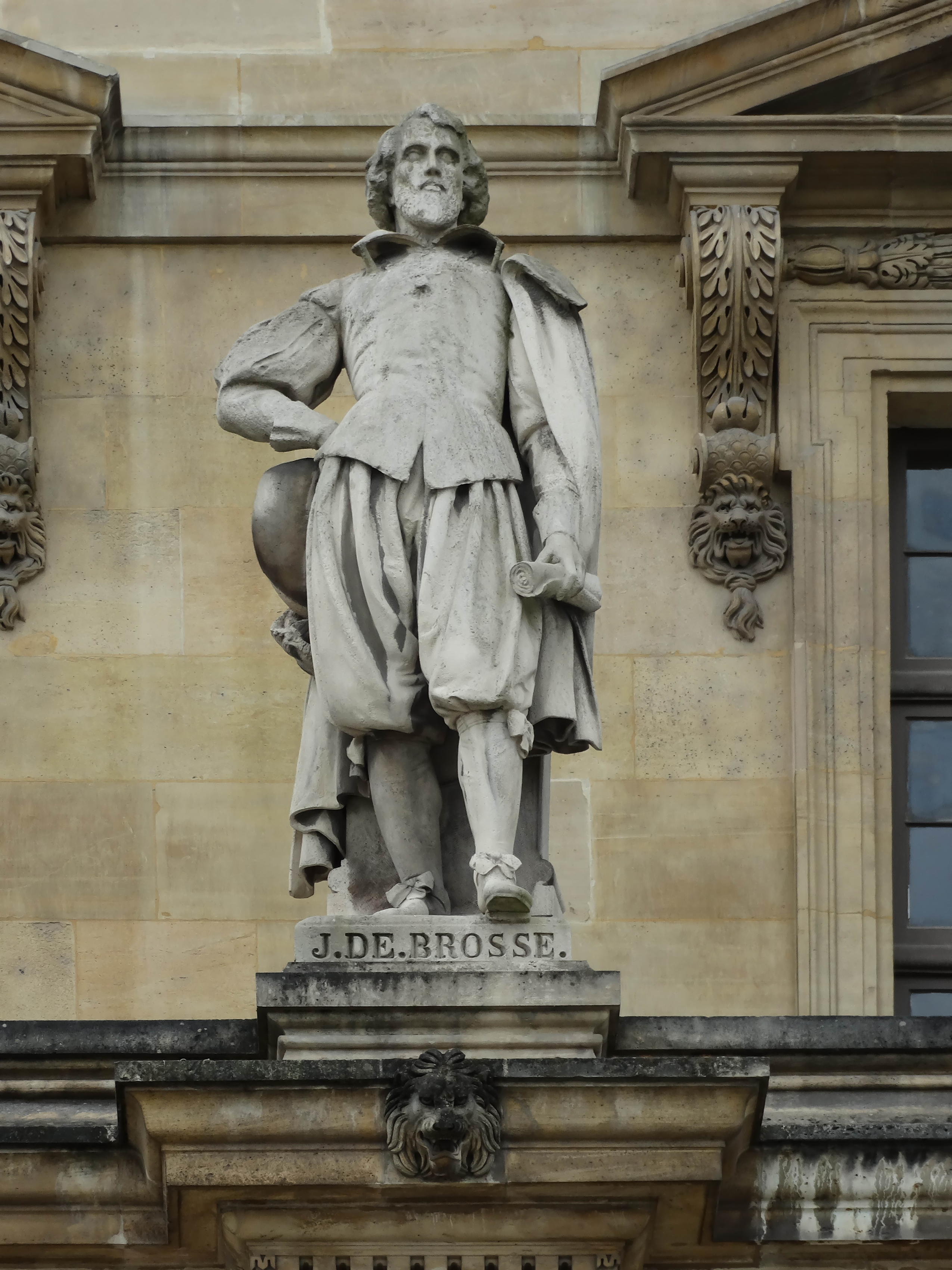
讓·德·布羅斯的雕像，於法國巴黎羅浮宮。

1430年5月24日，貞德被俘虜。布羅斯嘗試說服國王救出貞德未果。他自暴自棄地自己組織軍隊，加入桑特萊伊與拉海爾一共4000人的部隊前往解放康白尼，但貞德已經不在該城市。貞德被移送到盧昂，在1431年5月30日被處以火刑。布羅斯嘗試攻打盧昂為貞德復仇，但他的計畫失敗，返回布薩克。

## 晚年
在因為戰敗回到布薩克時，布羅斯得知妻子的死訊，悲傷至極的他一生再也不曾離開布薩克。他在1433年6月逝世。由於他死亡時留下巨額債務，他的債主威脅要將他死後放逐，並且分散遺體。但國王募集了充足資金為他還債，布羅斯的遺體安葬在一間修道院。

## 婚姻與子女
布羅斯在1419年8月20日與珍妮·德·奈雅克結婚，育有三名子女  
- 長子：讓二世·德·布羅斯，於1437年6月18日與妮可·德·沙蒂隆結婚。
- 長女：瑪格麗特，與昂維爾勳爵熱爾曼·德·維沃納結婚。
- 次女：布蘭雪，與米雷勳爵讓·德·胡瓦結婚。